# NGC 4807
NGC 4807 is een elliptisch sterrenstelsel in het sterrenbeeld Hoofdhaar. Het hemelobject werd op 23 april 1865 ontdekt door de Duits-Deense astronoom Heinrich Louis d'Arrest.

## Synoniemen
- UGC 8049
- MCG 5-31-6
- ZWG 160.17
- PGC 44037